# 1707年5月2日の海戦
1707年5月2日の海戦（英語: Action of 2 May 1707）は、スペイン継承戦争中に起きた海戦。クロード・ド・フォルバン率いるフランス艦隊がバロン・ワイルド准将率いる戦列艦3隻に護衛された商船団に遭遇、勝利した戦闘。

## 戦闘
5月1日、戦列艦3隻で護衛されたイギリスの商船隊がザ・ダウンズから出港した。クロード・ド・フォルバン率いるフランス艦隊もダンケルクより出発していたが、商船隊はその艦隊に遭遇した。フランス艦隊は戦列艦7隻と私掠船6隻だった。戦闘はフランス艦隊の戦列艦グリフォン（Griffon）、ブラッコアル（Blackoal）、ラ・ドーファン（La Dauphine）がハンプトン・コートに攻撃したことで開始、ハンプトン・コート艦長のジョージ・クレメンス（George Clements）が戦死した。ワイルド准将は大型の商船5隻を戦列に入らせ、勇敢にもフランス艦の攻撃に立ち向かった。その後、2時間半もの間、両軍の激しい応酬となり、ハンプトン・コートは必死に戦ったがやがて降伏せざるを得なかった。ラ・ドーファンは続いてグラフトンに激しく攻撃、フランス艦ブラッコアルとフィデレ（Fidele）も攻撃に加わると、グラフトンは半時間後に拿捕された。フィルバンの60門艦マルス（Mars）はワイルド准将のロイヤル・オークに攻撃した。ロイヤル・オークは浸水し、水の高さが11フィートにまでなったが、大損害を出しながら座礁させて逃走することに成功、ロイヤル・オークはそこからザ・ダウンズに移動された。